# Port of South Louisiana

Największe porty Stanów Zjednoczonych pod względem przeładunku w 2004 roku (tony amerykańskie)

Port of South Louisiana – kompleks portowy położony w stanie Luizjana w Stanach Zjednoczonych w delcie Missisipi, w pobliżu jej ujścia do Zatoki Meksykańskiej. Zespół rozciąga się na długości 87 km wzdłuż brzegów rzeki. Największy port na zachodniej półkuli pod względem tonażu przeładunku. 
Roczne saldo przeładunków wynosiło w 2004 roku ok. 249 mln t amerykańskich. Przez port przechodzi 15% całkowitego eksportu USA, ponad 50% (49 mln t amerykańskich) zboża eksportowanego przez Stany Zjednoczone oraz 40 milionów t amerykańskich ropy naftowej importowanej przez USA. Głównymi produktami eksportowanymi za granicę przez port są zboża - kukurydza, soja, pszenica i pasze (ponad 90% eksportowanego tonażu). Importuje się natomiast głównie ropę naftową, która wraz z produktami pochodnymi tworzyła w 2004 roku ok. 75% tonażu całości importu. 
Rocznie port obsługuje ok. 4000 statków oraz 55000 barek. Na terenie portu znajduje się 8 elewatorów zbożowych, ponad 40 terminali obsługujących towary masowe, wiele zakładów przemysłowych, m.in. 4 rafinerie (przerób ponad 1 mln baryłek dziennie) i 11 innych zakładów petrochemicznych. 
Porty położone w delcie Mississippi (Port of South Louisiana, Nowy Orlean, Baton Rouge, Plaquemines) tworzą największy na świecie kompleks portowy, w którym odbywa się ok. 1/5 wartości morskiego handlu zagranicznego USA.